# Catedral de San Bernardo (Tarija)
La Catedral de San Bernardo, también conocida como Catedral Metropolitana de Tarija, es el principal templo católico de la ciudad de Tarija, en el sur de Bolivia. Está situada en el centro de la ciudad, cerca de la Plaza Luis de Fuentes. 
Se diferencia del resto de las catedrales de las ciudades grandes de Bolivia, porque no se encuentra frente a la plaza mayor o de armas, esto se debe a que la iglesia matriz que se fundó en 1574 por la Orden de Santo Domingo y dedicada a la Virgen de la Inmaculada Concepción, se había derrumbado en 1800, y como consecuencia la actual catedral pasó a ser la iglesia matriz de Tarija, esta se fundó en 1690 como una iglesia de la Compañía de Jesús de San Ignacio de Loyola, dedicado a San Bernardo de Claraval. 
El 21 de noviembre de 1924, con motivo de la celebración del primer centenario de independencia, se creó la Diócesis de Tarija, con sede en la capital del departamento. El 11 de marzo de 1925, la iglesia matriz fue elevada a rango de catedral, estableciéndose también como sede del obispo, al conocerse el nombramiento del su primer obispo, el monseñor Ramón María Font y Ferrés.
La catedral fue declarada Patrimonio Histórico y Cultural de la Nación el 27 de septiembre de 2004 mediante la Ley N° 2852.

## Historia
Desde su construcción en 1690, la catedral ha sufrido varios cambios de aspecto estructural, principalmente en el frontis que originalmente era de adobe y luego de ladrillo.